# Trachea auriplena
Trachea auriplena är en fjärilsart som beskrevs av Walker 1857. Trachea auriplena ingår i släktet Trachea och familjen nattflyn. Inga underarter finns listade i Catalogue of Life.